# EMUI
EMUI (cunoscut anterior ca Emotion UI) și cunoscut și sub numele de MagicOS (cunoscut anterior ca Magic UI pe smartphone-urile Honor din 2019) este un sistem de operare mobil derivat din Android, dezvoltat de compania de tehnologie chineză Huawei. Este utilizat pe smartphone-urile și tabletele companiei.
În loc de serviciile mobile Google, dispozitivele EMUI au folosit serviciile mobile Huawei, cum ar fi Huawei AppGallery (aproximativ același cu Magazin Google Play) din 2020, din cauza sancțiunilor impuse de Statele Unite în timpul războiului comercial împotriva Chinei. De la versiunea  13 (2022), compania mobilă Huawei a inclus în plus microkernel-ul HarmonyOS cu sistemul Android; acest microkernel, de exemplu, gestionează caracteristici de securitate a identității, cum ar fi autentificarea cu amprentă.